# جدجد متماثل
جدجد متماثل (الاسم العلمي: Gryllus assimilis) هو نوع من الحشرات يتبع جنس الجدجد من فصيلة الجداجد الحقيقية.